# House of Night
House of Night (no Brasil: Morada da Noite; em Portugal: A Casa da Noite) é uma série de livros de fantasia urbana com tema de vampiros criada pela autora norte-americana P.C. Cast, com co-autoria de sua filha Kristin Cast. P. C. Cast é uma premiada autora de romance, oradora e professora. Sua filha, Kristin, é premiada por seu jornalismo e poesia. 
Os livros narram a história de Zoey Redbird, uma adolescente de 16 anos que é marcada pela deusa Nyx (a personificação da noite) e tem que se mudar para a Morada da Noite, onde deve enfrentar o período de Transformação. Ela deixa para trás os amigos, o namorado e a família, que inclui um "padrastotário", uma mãe submissa e dois irmãos problemáticos. Lá ela terá o treinamento necessário para sua vida adulta como vampira. Passará por várias mudanças, que podem torná-la vampira ou matá-la, caso seu corpo rejeite a Transformação – o que significa que sangrará por todos os poros de seu corpo até morrer.
Foi lançada originalmente no dia 01 de Maio de 2007 nos Estados Unidos pela editora St. Martin's Press, é lançada no Brasil pela Editora Novo Século e em Portugal pela Saída de Emergência. A série já conquistou milhares de fãs no mundo inteiro e já tem todos os livros de sua série principal publicados, em um total de 12 livros.
Para o aniversário de 10 anos desde a publicação do primeiro livro, as autoras criaram uma série spin-off, que dá início para uma nova aventura de Zoey Redbird, a Horda de Nerds e novos personagens. Loved (Amada na edição brasileira), é o 1° livro dessa nova série, intitulada de House of Night: Outro Mundo, publicado nos Estados Unidos pela editora Blackstone Publishing, sequência que se passa cerca de um anos após o fim de Redimida. A série já foi finalizada, contando com quatro livros, todos já lançados nos Estados Unidos; apenas os dois primeiros publicados no Brasil e apenas os três primeiros publicados em Portugal.

## O universo dos livros

### A Transformação
No mundo fictício de House of Night, uma pequena parte dos adolescentes do mundo são transformados em vampiros mais ou menos depois da puberdade; É uma reação física que ocorre quando os níveis de hormônio aumentam e despertam um tipo de ramificação danificada de DNA, onde os primeiros sintomas são similares a um resfriado. Sem auxílio, o adolescente poderia morrer dentro de poucos dias. Um vampiro Rastreador possui a habilidade de farejar os feromônios de alarme e liberam o feromônio de preservação, que começa a agir em seus receptores de células T reguladoras que diminuem a degeneração do seu sistema capilar e pulmonar. E então, o adolescente é marcado e o contorno da lua crescente na cor azul safira surge em sua testa – e, quando se tornam vampiros adultos, essa marca é completamente preenchida e eventualmente elaborada com a adição de mais "tatuagens" azuis, que se estendem por sua testa e bochechas, normalmente com desenhos relacionados a algum aspecto de sua personalidade ou afinidade concedida pela Deusa. Porém, o feromônio de preservação do Rastreador oferece penas um alívio temporário para a reação potencialmente fatal, e o recém-marcado deve se mudar para a Morada da Noite o mais rápido possível para que os feromônios de defesa produzidos por todos os vampiros adultos banhem seus sistemas pulmonar e capilar, minimizando o inevitável estrago que se dá em seu interior à medida que seu corpo tenta assimilar as mudanças necessárias para que você se desenvolva e alcance, enfim, a fisiologia superior dos vampiros. Ao serem marcados, todos os novatos são legalmente emancipados automaticamente.
Os novatos que morrem e são ressuscitados são chamados novatos vermelhos por terem suas tatuagens na cor vermelha escarlate, ao invés de azul safira. Ao resnacerem, sua humanidade se perde quase por completo, o que os torna despreocupados e impiedosos sobre suas ações e impenetráveis à culpa e à consciência. Precisam ser convidados pelos moradores para entrar em propriedades privadas. Retomam a humanidade com um pouco mais de facilidade após estarem na presença da primeira Vampira Vermelha e Alta Sacerdotisa Vampira Vermelha. Tem a incomum habilidade de controle mental e sua pele queima à luz do sol. Ao escolherem um lado, bem ou mal, os novatos vermelhos parecem completar a mudança e suas tatuagens são expandidas. Quanto mais afastados de sua humanidade, mais avermelhados seus olhos ficam – uma forma de revelar a maldade crescente – e o desejo por sangue aumenta de uma forma quase incontrolável.
Há duas filosofias sobre como é a Transformação. Uma argumenta que a seleção de novatos que completam a transformação é um fato biológico completamente aleatório, onde é sugerido que sejam feitos exercícios e tenha uma alimentação saudável para que o corpo esteja o mais forte possível. A outra filosofia diz que, em razão de Nyx conceder o livre arbítrio e a capacidade de escolher o próprio caminho na vida, ela tem a liberdade de escolher quais novatos presenteará com a transformação e quais deixará a cargo da natureza, para que os domine e destrua; então alguns mentores e professores encorajam seus alunos a se concentrarem no aprendizado dos rituais de Nyx e a ficarem o mais perto possível da Deusa. Muitos vampiros preferem não debater o assunto.

### Turmas e emblemas

#### Labirinto de Nyx
Emblema do Terceiranista. Consiste em um padrão de trilhas espiraladas e delicadamente entrelaçadas. O Labirinto de Nyx simboliza a natureza cíclica da vida e a beleza da crença, segundo a qual, apesar de todos os corpos terem de morrer, a vida em si é eterna e sem fim.

#### As Asas de Eros
Emblema do Quartanista. É representado pelas lindas asas douradas de Eros, filho de Nyx e personificação do amor. O objetivo é lembrar a todos da grande capacidade de amor de Nyx, bem como do contínuo movimento avante dos caminhos espirituais individuais.

#### A Carruagem de Nyx
Emblema do Quintanista. Apresenta a carruagem dourada de Nyx puxando um rastro de estrelas prateadas cintilantes. A carruagem simboliza o novato, seguindo a jornada de Nyx; as estrelas, a magia e o esplendor dos dois anos que já se passaram.

#### As Três Moiras
Emblema do Sextanista. Intrincadas tramas tecidas com ouro e prata dão vida às Três Moiras, que também são filhas de Nyx. Átropos, a terceira irmã, segura tesouras que simbolizam o fim dos anos na Morada da Noite. Para muitos, isto implicará no começo de uma longa vida de vampiro. Mas, para outros, estas mesmas tesouras se tornam o prenúncio de algo mais sombrio.

#### As Filhas Negras
Filhas e Filhos Negros é o nome de uma organização exclusiva da Morada da Noite, composta pelos melhores e mais brilhantes novatos. A líder das Filhas Negras de cada escola está treinando para se tornar Grande Sacerdotisa. O convite para fazer parte desta prestigiosa organização é uma grande honra. O símbolo das Filhas Negras é a lua tripla, com a lua cheia no meio e duas luas crescentes de costas uma para a outra. A líder das Filhas Negras usa um pingente de lua tripla desenhado em granadas.

#### Nyx e Sua Crescente
Símbolo dos professores. Os professores usam como um dos sinais de Nyx universalmente reconhecidos. Não importa o país em que esteja, ou a Morada da Noite em que o vampro resida, os professores sempre exibirão orgulhosamente este emblema. O símbolo é tão simples quanto belo – a silhueta esguia da Deusa com as mãos levantadas, abraçando a lua crescente.

### Juramento Solene do Guerreiro
Na qualidade de terceiranista, é informado que as novatas não têm permissão para aceitar o juramento. O laço entre um guerreiro jurado – que tem de ser um vampiro plenamente transformado – e sua Grande Sacerdotisa é mais íntimo que um Imprint, e mais duradouro até mesmo do que o relacionamento com um companheiro. Como esse laço é o resultado de uma jura baseada em proteção, o espírito de um guerreiro jurado estará para sempre entrelaçado ao de sua Grande Sacerdotisa, podendo, inclusive, desenvolver a habilidade de sentir o que ela sente. O juramento Solene do Guerreiro deve ser tratado com grande respeito e formalidade. Jamais deve ser oferecido ou aceito irrefletidamente, pois trata-se de um vínculo de transformação de vida.

### Imprint
Em regra, o desejo por sangue dos vampiros só aumenta à medida que se aproxima ou já passaram pela Transformação. As Moradas da Noite recebem doações de bancos de sangue de suas cidades para que não seja necessário se alimentar de sangue humano por via direta. Porém, por mais que não seja o indicado, é permitido que alguns novatos mantenham contato com humanos, o que pode levar a certas experimentações e, quando um vampiro bebe sangue diretamente de um humano, especialmente se existe um laço estabelecido entre eles antes da sangria, se desenvolve uma conexão psíquica e fisiológica quase indestrutível e extremamente intenso, sendo chamado de Imprint. Não há como enfatizar suficientemente os perigos que isso implica. Pois há um fato inevitável: Um dos dois morrerá. Quando um vampiro morre, seu consorte humano sofre gravemente, muitas vezes chegando à morte também. 
Um Carimbo só pode ser quebrado através da morte, imprint de um vampiro à outro, ou através de meios místicos; Romper um imprint é uma experiência dolorosa e arrasadora.

### Rituais
A sociedade vampírica tem Rituais Maiores, que incluem, mas não se limitam a: fases da lua, mudanças de estação, limpezas e proteções em grupo, morte de um familiar, o rompimento de um imprint, a celebração de Samhain, Yule, Beltane e Eostre. Apesar de os rituais diferirem de acordo com os talentos, as preferências e as necessidades de cada Grande Sacerdotisa, há alguns aspectos que nunca mudam. Por exemplo, um círculo sempre é traçado antes de começar o ritual. Ao traçar o círculo, a Grande Sacerdotisa sempre começará no leste e chamará o ar para si. Então, ela se moverá no sentido horário ao redor do círculo, parando no sul para chamar o fogo, no oeste para a água, no norte para a terra e, finalmente, em direção ao meio para chamar o espírito a fim de completar o círculo. Normalmente, velas são acesas em cada uma das cinco direções quando o elemento é chamado. As cores usadas para as velas são: ar – amarelo; fogo – vermelho; água – azul; terra – verde; espírito – roxo. Quando o ritual se completa, a Grande Sacerdotisa costuma fechar o círculo agradecendo a cada um dos elementos, enquanto dá uma volta pelo círculo no sentido anti-horário, terminando onde começou, no leste, com o elemento ar.

## Inspirações
Alguns locais, acontecimentos e organizações foram inspirados em nossa realidade, no mundo real, pelas autoras da série, confirmados por entrevistas e publicações feitas por elas mesmas no PC's Blog.

### Utica Square
Utica Square é um shopping center com uma mistura única de lojas sofisticadas, restaurantes saborosos ao ar livre e belas paisagens. Há um cenário encantador proporcionado por torres de relógio, postes antigos, belos canteiros de flores ao redor e uma cabine telefônica fazendo parte do paisagismo local.
É citada e visitada diversas vezes pelos personagens ao longo da história.

### Restaurante Chalkboard
No Ambassador Hotel há o Restaurante Chalkboard, fundado em 1976, localizado no piso térreo, onde os visitantes podem desfrutar de comidas de primeira qualidade; desde brunch, almoço ou jantar. O menu em constante evolução do bistrô de estilo europeu consiste numa mistura única de pratos europeus, bem como numa extensa carta de vinhos com curadoria.
O restaurante serve o almoço favorito da personagem Sylvia Redbird, a vovó Redbird.

### Tulsa Union Depot
Construído em 1931 pela Public Works Administration, o Tulsa Union Depot é o epítome da arquitetura Art Déco de Tulsa com sua forma geométrica arrojada. É a antiga estação ferroviária central de Tulsa e, no seu auge, atendia mais de 30 trens por dia, embora tenha sido abandonada em 1967 após hospedar seu último trem de passageiros. Hoje, o Tulsa Union Depot é a casa do Oklahoma Jazz Hall of Fame. Aberto durante a semana para passeios e em vários fins de semana para eventos especiais, o Hall of Fame é a única instalação do estado dedicada a músicos de jazz, gospel e blues com ligações com Oklahoma. 
Nos livros, o Tulsa Union Depot é a entrada para os túneis de Tulsa, onde os novatos vermelhos moram.

### Túneis de Tulsa
Os túneis de Tulsa foram construídos pela primeira vez em 1900 com o objetivo de conectar muitos dos primeiros arranha-céus. A rede de túneis de Tulsa foi projetado inicialmente para transporte de mercadorias e se expandiu ao longo do tempo, tornando-se um meio de transporte para pedestres durante condições climáticas adversas e para movimentação segura e silenciosa entre os edifícios do centro da cidade e, embora o sistema de túneis tenha sido exagerada nos livros, há muito para explorar e está aberto para passeios. Este passeio pode ser feito por conta própria ou agendado pelo Tours of Tulsa para estar na companhia de um guia turístico.
São os túneis dos novatos vermelhos.

### Museu e Casa Gilcrease
Localizado no noroeste de Tulsa, o Museu Gilcrease foi originalmente construído por Thomas Gilcrease, um grande colecionador de obras de arte. Hoje, o museu possui uma das coleções mais completas do mundo de arte ocidental e indígena americana. Os visitantes encontrarão a maior parte do museu conforme descrito nos livros, embora a casa Gilcrease tenha sido reformada.
Stevie Rae e Rephaim se escondem no sótão da casa Hilcrease depois de terem um imprint acidental em Tentada.

### Museu Philbrook
Localizado a uma curta caminhada do Cascia Hall, o Philbrook Museum of Art é imperdível tanto por suas exposições internas, contando com mais de 16.000 objetos com foco na arte nativa americana e europeia, quanto por seus jardins externos. Os 25 acres do Philbrook consistem em jardins bem cuidados e uma vila renascentista italiana que foi a antiga casa do pioneiro do petróleo de Oklahoma, Waite Phillips, e de sua esposa Genevieve.
Após Stevie Rae voltar dos mortos, ela e Zoey combinam em se encontrar no gazebo do Museu Philbrook em Escolhida.

### Cascia Hall Preparatory School
É o cenário mais interessante de todos, pois é a própria Morada da Noite de Tulsa. Foi citado, especialmente, pela Neferet em Marcada.
Cascia Hall Preparatory School é uma escola particular católica preparatória para faculdade localizada na 2520 South Yorktown Avenue. Oferece programas de teatro, música, artes visuais e oratória e debate, além de diversos esportes. 

### St. Joseph Monastery
Localizada na 2200 South Lewis Avenue, Tulsa, St. Joseph Monastery é a Abadia Irmãs Beneditas citada em Indomada, tendo a irmã Mary Angela como diretora do convento e do Street Cats. A Gruta de Maria, mencionada em Tentada, está localizada nas proximidades do St. Joseph Monastery, na 21st & Lewis.

### StreetCats
StreetCats é uma organização sem fins lucrativos cujo objetivo é abrigar gatos que foram abandonados ou perdidos e encontrar novos lares para eles. Buscam por famílias adotivas que valorizem os animais e que amem e protejam os gatinhos de rua. Está localizado na 60th & S. Sheridan em Tulsa.
Instituição de caridade em que a Zoey faz envolvimento por meio de Filhas das Trevas em Traída.

### Gruta de Neferet
A verdadeira gruta onde Neferet se enterrou durante Revelada fica no Woodward Park.

### Ilha de Skye
Grande parte de Queimada se passa na ilha de Skye, nas Hébridas Interiores, no palácio de Sgiach, a rainha vampira. De acordo com a tradição escocesa, Sgiach (geralmente escrito Sgathach) foi uma princesa e lendária guerreira escocesa há muitos séculos, que dirigia a melhor escola de treinamento de guerreiros da Escócia e treinou o lendário herói do Ulster, Cú Chulainn, nas artes maciais. A princesa Sgathach morava no Castelo Dunscaith, que hoje é uma ruína.

### Isola di San Clemente
A cena climática em Tentada se passa longe de Tulsa, na Ilha de San Clemente, perto de Veneza, chamada Isola di San Clemente na vida real. A igreja onde o Conselho Superior dos Vampiros se reúne é Chiesa di San Clemente, construída na ilha em 1131.

### Mansão LaFont
A localização da mansão dos pais de Aphrodite, South 27th Place, é uma rua real, porém a mansão em si é fictícia. Embora o pai de Aphrodite, Sr. LaFont, tenha um nome semelhante a do ex-prefeito de Tulsa, Bill LaFortune, seu personagem não é baseado no próprio LaFortune.

### Tempestade de gelo
A tempestade de gelo devastadora pela qual os personagens presenciam em Despertada foi baseada em uma tempestade real que atingiu Tulsa em dezembro de 2007.

## Livros

### Livros principais
| #  | Título Original | Título Brasil/Portugal | EUA        | Brasil     | Portugal                |
| -- | --------------- | ---------------------- | ---------- | ---------- | ----------------------- |
| 1  | Marked          | Marcada                | 01/05/2007 | 11/05/2009 | Maio de 2009            |
| 2  | Betrayed        | Traída                 | 02/10/2007 | 05/08/2009 | 11 de Setembro de 2009  |
| 3  | Chosen          | Escolhida              | 04/03/2008 | 14/10/2009 | 22 de Janeiro de 2010   |
| 4  | Untamed         | Indomada/Indomável     | 23/09/2008 | 08/02/2010 | 5 de Maio de 2010       |
| 5  | Hunted          | Caçada/Perseguida      | 10/03/2009 | 27/04/2010 | 6 de Agosto de 2010     |
| 6  | Tempted         | Tentada/Seduzida       | 27/10/2009 | 26/07/2010 | 11 de Fevereiro de 2011 |
| 7  | Burned          | Queimada               | 27/04/2010 | 20/10/2010 | Junho de 2011           |
| 8  | Awakened        | Despertada             | 04/01/2011 | 01/06/2011 | 3 de Fevereiro de 2012  |
| 9  | Destined        | Destinada              | 25/10/2011 | 11/01/2012 | 1 de Junho de 2012      |
| 10 | Hidden          | Escondida              | 16/10/2012 | 18/12/2012 | 5 de Abril de 2013      |
| 11 | Revealed        | Revelada               | 15/10/2013 | 11/02/2014 | 4 de Abril de 2014      |
| 12 | Redeemed        | Redimida               | 14/10/2014 | 09/02/2015 | 18 de Março de 2015     |

### Spin-offs
| Título Original                            | Título Brasil/Portugal                      | EUA        | Brasil         | Portugal |
| ------------------------------------------ | ------------------------------------------- | ---------- | -------------- | -------- |
| Dragon's Oath                              | O Juramento de Dragon / Juramento de Dragão | 12/07/2010 | 12/06/2012     | 2012     |
| Lenobia's Vow                              | O Voto de Lenobia                           | 21/01/2012 | 24/01/2014     |          |
| Neferet's Curse                            | A Maldição de Neferet                       | 19/02/2013 | 15/03/2021     |          |
| Kalona's Fall                              | A Queda de Kalona                           | 29/072014  | 15/03/2021     |          |
| The Fledgling Handbook 101                 | Manual do Novato 101 / Manual do Iniciado   | 26/10/2010 | 30/04/2011     | 2012     |
| Nyx in The House of Night                  | Nyx na Série House of Night                 | 07/06/2011 | 19/09/2012     |          |
| House of Night LEGACY (Graphic Novel) (HQ) | Não disponível fora dos Estados Unidos      | 10/07/2012 | Não disponível |          |
| Wisdom of the House of Night Oracle Cards  | Não disponível fora dos Estados Unidos      | 02/10/2012 | Não disponível |          |
| House of Night Coloring Book #1            | Não disponível fora dos Estados Unidos      | 14/04/2014 | Não disponível |          |

## Série spin off House of Night - Outro Mundo
|    | Título Original | Título em Português | EUA                   | Brasil                | Portugal              |
| -- | --------------- | ------------------- | --------------------- | --------------------- | --------------------- |
| 01 | Loved           | Amada               | 11 de Julho de 2017   | 31 de Outubro de 2017 | 07 de Junho de 2019   |
| 02 | Lost            | Perdida             | 10 de Julho de 2018   | 25 de Março de 2020   | 11 de Outubro de 2019 |
| 03 | Forgotten       | Esquecida           | 29 de Outubro de 2019 | 2021                  | 14 de janeiro de 2021 |
| 04 | Found           | Encontrada          | 01 de Julho de 2020   | 2022                  | 2021                  |

## Personagens
- Zoey Redbird: Protagonista principal da série. É recém-marcada e terceira-formanda da Morada da Noite. Tem sangue Cherokee. Possui afinidade com os cinco elementos (Ar, Fogo, Água, Terra e Espírito) e é a única Alta Sacerdotisa que já recebeu essa magnitude de poder da deusa Nyx. O elemento com o qual tem maior conexão é o Espírito. Zoey também é a mais jovem Alta Sacerdotisa da história dos vampiros. Se torna a líder do grupo exclusivo das Filhas das Trevas na escola. É a reencarnação de A-ya. É extremamente próxima de sua avó Redbird –  que compartilha do mesmo desprezo de Zoey pelo seu padrastotário John Heffer.
- Neferet: Principal antagonista. Tem o dom da Cura e afinidade com felinos, além de uma ótima intuição. Ex-professora de Sociologia Vampírica. Seu propósito, aparência e atitude mudam ao longo da série, de poderosa Alta Sacerdotisa, com uma beleza estonteante e uma importante fonte de Luz, para uma mulher poderosa e imortal com a habilidade de matar com sua mente. Se torna consorte imortal das Trevas e rainha bruxa de Tsi Sgili. Possui uma afeição sinistra pelas Trevas e pelo Touro Branco.
- Stevie Rae Johnson: Colega de quarto e melhor amiga de Zoey, e a primeira Alta Sacerdotisa Vampira Vermelha na história. Foi marcada três meses antes de Zoey. Tem afinidade com a terra e, graças a ela, sua humanidade não é totalmente perdida ao virar uma novata vermelha. Ela tem um jeito próprio de falar e de se vestir, com calças retas e botas de cowboy. Adora seu estilo "Okie" e suas botas de vaqueira. Quer ser cantora de cowboy, assim como outros vampiros rnomados.
- Aphrodite LaFont: Filha do prefeito de Tulsa era a líder das Filhas das Trevas, até cometer erros que levam à ascensão de Zoey ao cargo. Mostra-se uma garota mimada por seu status, mas menosprezada pelos pais. Depois que ajuda a salvar a avó de Zoey, esta a vê de forma diferente e tornam-se aliadas. Nyx lhe deu o dom de prever futuros desastres e deixa, temporariamente, à sua guarda afinidade com o elemento Terra de Stevie Rae. Namora com Darius, que a acha "Especial". Descobriu novas formas de usar seu dom em Queimada. Depois de se sacrificar por Stevie Rae, sua humanidade se fortalece e rejeita a transformação em vampiro, voltando a ser humana, porém ainda consegue prever o futuro. Nyx tem estima por ela.
- Erin Bates: Erin é uma das "Gêmeas", porém não é parente e não tem nenhuma semelhança física com Shaunee Cole, a outra Gêmea. No inicio não faz sentido elas serem chamadas assim mas logo se percebe que elas tem uma espécie de conexão psíquica. Erin adora falar de moda e de garotos. Tem afinidade com o elemento Água. No livro Escondida, troca seu grupo de amigos por causa de uma briga que teve com sua gêmea e passa a namorar com um dos vampiros vermelhos aliado às trevas. Ela morre no início de Revelada.
- Shaunee Cole: Shaunee é a outra Gêmea. Tem afinidade com o elemento Fogo. É de ascendência jamaicana, tem pele negra e, como sua Gêmea, adora moda e garotos. Sofre pela perda de seu irmão gêmeo. Em Escondida, separa-se de Erin e se mostra uma garota muito mais profunda do que deixava seus amigos saberem. Nos últimos livros, Shaunee ajuda Kalona e se aproximar mais de seu filho. Em Redimida, conhece um pouco mais sobre Erik, ex-namorado de Aphrodite e Zoey, e apaixona-se por ele.
- Damien Maslin: Damien também é um dos melhores amigos de Zoey. É muito inteligente e tem um farto vocabulário –  as gêmeas sempre se irritam com esse fato. Ele foi rejeitado por seus pais por causa de sua orientação sexual, porém não se envergonha de ser quem é. Tem afinidade com o elemento Ar. Adotou, junto a Jack, seu namorado até que este morre, uma cadela chamada Duquesa, que inciialmente era a o animal de estimação de Stark.
- Jack Twist: Namorado de Damien. Tem afinidade com tecnologia. Em Despertada, oitavo livro da série, Jack é morto por Neferet, para que a mesma quitasse uma dívida com as trevas.
- Darius: É um dos Guerreiros Filho de Erebus e, ao longo da história, se torna namorado de Aphrodite e jura protegê-la com a vida, com a permissão de Zoey. Darius se junta ao exército de Zoey e não hesita em ajudá-la, até cobriu a sua marca (símbolo do orgulho de ser vampiro transformado) para escolta-lá quando Zoey precisa sair da Morada da Noite para exercer trabalho voluntário no StreetCats.
- Erik Night: Ex-namorado de Aphrodite e Zoey. É um grande ator, participou e ganhou várias vezes o concurso internacional de monólogos de Shakespeare de House of Night. Depois de todo o relacionamento amoroso caótico com Zoey, eles terminam decisivamente em Tentada. Parece interessado em Shaylin mas se apaixona por Shaunee em Redimida.
- Heath Luck: É um humano apaixonado por Zoey. Foi seu namorado desde o ensino fundamental e, por mais que ela tenha tentado terminar com ele desde o início do primeiro livro, os dois sempre acabam juntos outra vez. Ele fica carimbado por ela após ela beber o seu sangue. Foi morto por Kalona no sexto livro da série. Ficou com Zoey durante quase todo o sétimo livro no Mundo do Além, até que decidiu ir embora para que ela pudesse reparar sua alma. No livro Despertada, Nyx pede para ele fazer uma escolha, onde ele escolhe reencarnar para poder ajudar Zoey.
- Sylvia Redbird/ Vovó Redbird: É uma idosa sábia "anciã" Cherokee e avó de Zoey. É dona de uma fazenda de lavandas e está sempre disponível para aconselhar sua neta e, de toda a sua família, é a única que a apoia. Compartilha com Zoey o desgosto pelo "padrastotário" e sempre a chama de "u-we-tsi-a-ge-ya", o que significa "filha" em cherokee. Em Escondida, é aprisionada na cobertura de Neferet e torturada pela mesma.
- Professor Loren Blake: Primeiro vampiro Poeta Laureado em 200 anos e professor de poesia. Está sempre bajulando Zoey e tem um breve "romance" com a mesma, "dorme" com ela e a carimba. Logo após, Zoey descobre que foi tudo uma armação de Neferet (com quem Loren também tinha um romance) para a manipular. É morto por Neferet em "Escolhida".
- Professora Lenobia Whitehall: Lenobia é um pouco intimidante, com língua ferina, mas é uma das melhores professoras. Sua matéria é hipismo. Seu lema é alegria e cavalos. Ela consegue sentir os sentimentos dos cavalos. No passado ela se apaixonou por um humano e sofreu muito a sua perda, mas quando Neferet contrata humanos para trabalharem na Morada da Noite ela acaba se apaixonando por Travis Foster (seu empregado), reencarnação do seu antigo amor.
- Professor Dragon Lankford: Conhecido como "Dragon" devido à sua marca, é um ótimo esgrimista e instrutor. Marido de Anastasia Lankford. Sente ódio por Rephaim após ele matar sua esposa, e renega a Nyx. Morre para salvar Rephaim do Touro Branco personificado em Aurox, conseguindo o perdão de Nyx. Vai para o Mundo do Além onde se encontra com sua esposa e lá se torna o jovem que foi na época em que fora marcado, assim como Anastasia. Thanatos diz que seu nome é Bryan e não Dragon, como todos pensavam.
- James Stark: Um novato que vem da Morada da Noite da Califórnia. Nyx lhe deu o dom de nunca errar o seu alvo. Matou seu melhor amigo e instrutor por acidente. Momentos antes de morrer, sentiu-se muito ligado a Zoey. Tornou-se o segundo Vampiro Vermelho. Ele se torna primeiro o guerreiro de Zoey e depois seu Guardião. Jurou protegê-la com a vida. Eles dormem juntos em Despertada na ilha de Skye. Descende de um dos antigos guerreiros treinados por Sgiach.
- Professora Anastasia Lankford: esposa de Dragon. Não aparece muito nos livros centrais. Extremamente bonita, possui afinidade com feitiços e rituais, matéria que ensina na Morada da Noite. É morta por Rephaim.
- Irmã Mary Angela: Freira, madre superiora da Abadia Irmãs Beneditas. Vê em Nyx apenas mais uma versão de Maria (Mãe de Jesus), a qual são devotas. Gosta muito de Vovó Redbird, Zoey e de todos que a cercam. Abriga os novatos/vampiros (Vermelhos /Azuis) em sua abadia, em Caçada. Kalona, Neferet e os Raven Mockers são banidos desse local através de um círculo.
- Dallas: Ex-namorado de Stevie Rae. Tem afinidade com a eletricidade. Torna-se o terceiro Vampiro Vermelho mas, ao contrário de Stevie Rae e Stark, escolhe as Trevas ao invés da Luz após ver Stevie Rae com Rephaim, em Queimada. Namora Nicole (lider dos novatos vermelhos do mal, preferida de Neferet) e depois Erin. Em Revelada, é condenado à morte após tentar matar Stevie Rae.
- Kramisha: Uma caloura vermelha que tem a afinidade de escrever poesias proféticas e é nomeada por Zoey como a nova poeta Laureada.
- Sgiach: Rainha da Ilha de Skye, optou por cortar relações com o mundo moderno e com o antigo Conselho Supremo dos Vampiros. Permitiu Stark entrar em sua ilha - ninguém nunca tinha sido permitido antes - quando ele queria salvar Zoey. Convida a Zoey a morar na Ilha e treiná-la para herdar o lugar.
- Thanatos: Nova Grande Sacerdotisa da Morada da Noite de Tulsa. Abandona um dos sete tronos do Conselho Supremo após decisão arbitrária deste. Tem afinidade com a Morte.
- Seoras: Guardião e consorte de Sgiach. Fala engraçado (por ser escocês) e tem um romance com sua Rainha (Sgiach).
- Rephaim: Raven Mocker, filho predileto de Kalona, pelo qual Stevie Rae salva por compaixão depois de encontra-lo quase morto. Ele a salva de um armadilha dos novatos vermelhos de Neferet e eles se carimbam. Em Despertada, opta por seguir o caminho da Deusa e, como presente, Nyx permite com que se transforme em humano durante a noite; porém como castigo por seus atos enquanto seguia seu pai, Kalona, vira corvo ao nascer do sol, todos os dias. É companheiro de Stevie Rae.
- Shaylin: Em Destinada, foi marcada por Erik Night, mas estranhamente sua marca de novata é vermelha, como os revividos. Possui o dom da Visão Verdadeira. Antes de ser marcada era cega e morava com sua mãe adotiva. Com o afastamento de Erin ganha afinidade com a água, sendo a nova personificação de tal elemento dentro do círculo de Zoey. Em Revelada, começa um caso amoroso com Nicole.
- Aurox: O Receptáculo foi trazido ao mundo como um escravo de Neferet, pedido concedido pelo Touro Branco. Como o sacrifício não era de total perfeição (sangue não-mágico de Linda, mãe de Zoey), houve uma fenda na criação e Nyx fez com que a alma de Heath reencarnasse, sem as memórias de sua vida passada, para que de dentro de Aurox conseguisse salvar Zoey da ira de Neferet.
- Kalona: Filho da Lua e Guerreiro caído de Nyx que possui forte ligação com Zoey por causa de sua vida passada como A-ya. Ele entra nos sonhos de Zoey para tentar atraí-la e assim conseguir que Zoey não atrapalhe seus planos e tentá-la. Mas Zoey se mostra fiel a Nyx. Torna-se guerreiro de Thanatos em Destinada, começo de sua redenção.
- Erebus: Filho do Sol e irmão gêmeo de Kalona. Aparentemente o eterno companheiro de Nyx. Tem aparições nos livros Escondida, Revelada e Redimida, além do livros spin off A Queda de Kalona.
- Nyx: Personificação da Noite. Deusa dos vampiros, aos quais concede dons ou afinidades. Concedeu o livre-arbítrio a todos os seus filhos (vampiros) e seus guerreiros. Comunica-se com seus filhos através da intuição deles, sonhos ou/e experiências de quase morte. Comunica-se constantemente por espirito com Zoey, e, em Despertada, com toda a escola.
- Touro Branco: É branco e é extremamente feio. Exige sacrifícios de sangue quando convocado. Personificação das Trevas. Luta com o Touro Preto pela eternidade.
- Touro Preto: É preto e extremamente bonito, e muito gentil. Exige sacrifício de amor para ser convocado: à Stevie Rae, requereu que o coração dela fosse conectado à Rephaim antes deste escolher entre as Trevas ou a Luz. Personificação da Luz. Luta com o Touro Branco pela eternidade.